# Fédération nationale des compagnies de théâtre et d'animation
La Fédération nationale des compagnies de théâtre amateur et d'animation (FNCTA) est une association française regroupant les troupes de théâtre amateur.

## Origine et histoire
Créée en 1907 sous le nom de Fédération internationale des sociétés théâtrales d'amateurs par 9 « sociétés », la FNCTA regroupe aujourd'hui plus de 1500 troupes de théâtre, soit près de 19 000 licenciés. 
Association loi de 1901, la FNCTA fonctionne essentiellement grâce à l’investissement de ses bénévoles, réunis localement en 14 unions régionales, 1 union régionale associée et 40 comités départementaux.

## Objectifs
La FNCTA s'est donné pour objectif d'accompagner et d’améliorer les pratiques de ses membres selon quatre axes prioritaires : 
1. La mise en réseau des connaissances et des expériences
2. La centralisation et la circulation de l'information consacrée au théâtre amateur
3. La formation des comédiens et des cadres
4. L'accompagnement des projets et démarches

Environ 130 festivals sont organisés chaque année par des membres de la FNCTA, la plupart à une échelle départementale ou régionale. De nombreux échanges et accueils entre troupes sont en outre réalisés.

### Les festivals FNCTA
La FNCTA labellise 4 manifestations nationales : 
- le Festival national de théâtre contemporain amateur de Châtillon-sur-Chalaronne (mai)
- le Festival national de théâtre amateur de Narbonne (juillet)
- le Festival international L'Humour en poche de Villers-lès-Nancy (mars, tous les trois ans)

De plus, après une sélection nationale, la FNCTA organise, tous les quatre ans, un grand concours : le Masque d'or (en alternance tous les deux ans avec le Grand Prix Charles Dullin), ouvert à toutes les troupes fédérées.

## Sources et lien externe
- Le site officiel de la FNCTA